# 官道乡
官道乡是中国陕西省渭南市临渭区下辖的一个乡。

## 行政区划
官道乡下辖以下行政区：
李家村、郭家村、翁家村、南家村、友好村、冯拜村、东姜村、骆家村、武赵村、大什村、贾家村、李新村、屯南村、刘新村、小什村、韩家村、秦桥寨村、鱼家村、坡李村、周家村、张南村、铁杨村、杨公村